# Дарріл Лахман
Дарріл Лахман (нід. Darryl Lachmann, нар. 11 листопада 1989, Амстердам) — нідерландський футболіст, захисник клубу «Віллем II» та національної збірної Кюрасао.

## Клубна кар'єра
Народився 11 листопада 1989 року в місті Амстердам. Вихованець юнацьких команд футбольних клубів «Гарлем», «Аякс» та «Гронінген».
У жовтні 2009 року новий тренер «Гронінгена» Рон Янс перевів Лахмана до першої команди і 13 грудня він дебютував у виїзному матчі проти «Спарти» (Роттердам). Цей матч так і залишився єдиним для гравця у тому сезоні, а у наступному Дарріл також не був основним гравцем, зігравши лише 6 матчів у Ередивізі.
21 квітня 2011 року Лачман підписав контракт на два сезони з клубом другого дивізіону «Зволле». В підсумку Лахман провів за клуб три сезони, причому в першому команда виграла Ерстедивізі і вийшла в елітний дивізіон, а в останньому сезоні Дарріла в клубі, він виграв Кубок Нідерландів, несподівано розгромивши у фіналі «Аякс». Всього з клубом Лахман провів 91 матчів і забив 2 голи у чемпіонаті.
Влітку 2014 року Лахман став гравцем «Твенте», проте закріпитись у новій команді не зумів, провівши за рік лише 15 матчів у Ередивізі, після чого покинув клуб.
В червні 2015 року підписав контракт з англійським «Шеффілд Венсдей», але не провів за першу команду жодного матчу до кінця року, через що 8 січня 2016 року був відданий в оренду до кінця сезону в «Камбюр», який, втім, не зумів врятувати від вильоту з вищого дивізіону.
Влітку 2016 року приєднався до клубу «Віллем II». Відтоді встиг відіграти за команду з Тілбурга 32 матчі в національному чемпіонаті.

## Виступи за збірні
Протягом 2009—2010 років залучався до складу молодіжної збірної Нідерландів. На молодіжному рівні зіграв у 2 офіційних матчах.
28 березня 2015 року дебютував в офіційних іграх у складі національної збірної Кюрасао в матчі відбору чемпіонату світу 2018 року проти збірної Монтсеррату.
Влітку 2017 року у складі збірної став переможцем Карибського кубка, а наступного місяця був учасником розіграшу Золотого кубка КОНКАКАФ 2017 року у США.
Наразі[коли?] провів у формі головної команди країни 13 матчів, забивши 1 гол.

## Титули і досягнення
- Володар Кубка Нідерландів: 2013–2014
- Переможець Карибського кубка: 2017